# Bostrichiformia
De Bostrichiformia zijn een infraorde van kevers uit de onderorde Polyphaga.

## Taxonomie
De onderorde is als volgt onderverdeeld:
- Superfamilie Bostrichoidea Latreille, 1802
  - Familie Dermestidae Latreille, 1804 (Spekkevers)
  - Familie Endecatomidae LeConte, 1861
  - Familie Bostrichidae Latreille, 1802 (Boorkevers)
  - Familie Ptinidae Latreille, 1802 (Klopkevers)